# Itame occiduaria
Itame occiduaria är en fjärilsart som beskrevs av Alpheus Spring Packard 1874. Itame occiduaria ingår i släktet Itame och familjen mätare. Inga underarter finns listade i Catalogue of Life.